# Porricondyla nigripennis
Porricondyla nigripennis is een muggensoort uit de familie van de galmuggen (Cecidomyiidae). De wetenschappelijke naam van de soort is voor het eerst geldig gepubliceerd in 1830 door Meigen.